# ゴールデンローズステークス
ゴールデンローズステークス（Golden Rose Stakes）とはオーストラリアのローズヒルガーデンズ競馬場で行われる競馬の競走である。

## 概要
グループ制ではG1に類される。施行距離は芝1400メートルで、出走条件は3歳のサラブレッド。2007/2008年シーズンまでは3月に開催されていたが、2008/2009年シーズンからは9月に開催時期が変更された。更に2009年からはG1に指定された。

## 近年の勝ち馬
- 2024 Broadsiding[1]
- 2023 Militarize[2]
- 2022 Jacquinot[3]
- 2021 In The Congo[4]
- 2020 Ole Kirk[5]
- 2019 Bivouac[6]
- 2018 The Autumn Sun[7]
- 2017 Trapeze Artist[8]
- 2016 Astern[9]
- 2015 Exosphere [10]
- 2014 Hallowed Crown
- 2013 Zoustar
- 2012 Epaulette
- 2011 Manawanui
- 2010 Toorak Toff
- 2009 Denman
- 2008 Duporth
- 2008 Forensics
- 2006 Court Command
- 2005 Paratroopers
- 2004 Doonan